# Crossiura
Crossiura là một chi bướm ngày thuộc họ Bướm nâu.